# Wrong Turn
Ngã rẽ tử thần (tựa tiếng Anh: Wrong Turn) là bộ phim kinh dị Mỹ được làm vào năm 2003 do Rob Schmidt đạo diễn, đây được biết là một trong những bộ phim kinh dị hay nhất nền điện ảnh Mỹ. Bộ phim này là phim đầu tiên trong loạt phim kinh dị Wrong Turn, những bộ phim Wrong Turn này đều nói về những kẻ đột biến gen khát máu, ác độc sống trong rừng Virginia luôn săn người ăn thịt. Mác phim của Wrong Turn là It's the last one you'll ever take. Phim được quay chủ yếu ở Hamilton, Ontario, Canada để lấy bối cảnh cho khu rừng miền Tây Virginia.

## Nội dung phim
Hai sinh viên đại học Rich Stoker và Halley Smith đang leo núi đá trong một khu rừng tại West Virginia. Rich lên đến đỉnh thì bị một người bí ẩn giết chết trước khi anh có thể kéo Halley lên. Người bí ẩn bắt đầu kéo Halley lên vách đá, buộc cô phải cắt dây và bị rơi xuống đất. Cô cố gắng bỏ chạy nhưng bị mắc vào dây kẽm gai và bị lôi vào rừng.
Ba ngày sau, sinh viên y học Chris Flynn lái xe qua dãy núi Quận Greenbrier để đến nơi phỏng vấn. Khi đường chính bị tắc đường, anh dừng lại tại trạm xăng để hỏi đường một ông già và quyết định đi con đường khác mà anh thấy trên tấm bản đồ. Chris vô tình tông vào một chiếc SUV đang đậu giữa đường. Chiếc SUV là của một nhóm bạn trẻ đi cắm trại, họ là Jessie, Scott, Carly, Evan và Francine. Cả nhóm nhận ra lốp xe của họ bị mắc vào dây kẽm gai. Những người khác đi tìm người giúp đỡ trong khi Evan và Francine ở lại coi chừng xe, nhưng hai người bị giết bởi một người bí ẩn. Nhóm của Chris thấy một căn nhà và vào trong để sử dụng điện thoại, phát hiện nơi đây có chứa nhiều bộ phận cơ thể người. Họ phải tìm chỗ trốn khi chủ nhà quay về. Ba tên sát nhân ăn thịt người có biệt danh Three Finger, One Eye và Saw Tooth vào nhà, mang theo xác Francine. Cả nhóm chứng kiến xác cô ta bị chặt ra và bị ăn.
Chờ đến khi bọn sát nhân ngủ thì cả nhóm bỏ chạy, nhưng bọn sát nhân bất ngờ thức dậy và đuổi theo họ trong rừng. Cả nhóm chạy qua khu vực có rất nhiều xe của những nạn nhân trước, Scott không may bị giết bằng những mũi tên. Chris, Jessie và Carly tìm được một tháp canh cũ có điện đài rồi cố gắng gọi giúp đỡ. Bọn sát nhân đi ngang qua nghe được tiếng điện đài nên phát hiện ra ba người. Chúng đốt tòa tháp, buộc ba người phải nhảy xuống những cái cây. Sau đó Carly bị Three Finger chặt đầu. Jessie lừa tên sát nhân đến gần cô để Chris thả cành cây ra đập vào mặt hắn khiến hắn rơi xuống đất. Chris và Jessie tiếp tục bỏ chạy và trốn trong một cái hang đến sáng hôm sau.
Bọn sát nhân tìm được Chris và Jessie, chúng xô Chris xuống đồi và bắt Jessie về nhà. Chris định nhờ một người cảnh sát giúp đỡ, nhưng người cảnh sát bị Saw Tooth bắn mũi tên vào mặt. Chris bám vào bên dưới chiếc xe cảnh sát khi Saw Tooth lái nó về nhà. Sau đó Chris lái xe tông vào nhà bọn sát nhân, chiến đấu với chúng rồi giải cứu Jessie. Chris cho nổ tung căn nhà, giết chết bọn sát nhân. Hai người sống sót lái chiếc xe bán tải của bọn sát nhân ra khỏi khu rừng. Khi đi ngang qua trạm xăng, Chris đã gỡ tấm bản đồ xuống để giúp những người khác không đi nhầm đường như anh đã từng đi. Quá mệt mỏi, Chris và Jessie quay về thành phố. Trong cảnh hậu danh đề, một người cảnh sát đến kiểm tra căn nhà bị thiêu rụi của bọn sát nhân thì bị giết bởi Three Finger, người vẫn còn sống sau vụ nổ.

## Diễn viên
- Desmond Harrington - Chris Flynn
- Eliza Dushku - Jessie Burlingame
- Emmanuelle Chriqui - Carly
- Jeremy Sisto - Scott
- Kevin Zegers - Evan
- Lindy Booth - Francine
- Julian Richings - Three Finger (Ba Ngón)
- Gary Robbins - Saw Tooth (Răng Cưa)
- Ted Clark - One Eye (Một Mắt)
- Yvonne Gaudry - Halley Smith
- Joel Harris - Richard "Rich" Stoker
- David Huband - Cảnh sát trưởng
- Wayne Robson - Old Man (Ông Già)
- James Downing - Tài xế xe tải

## Các bộ phim cùng loạt
1. Wrong Turn (2003)
2. Wrong Turn 2: Dead End (2007)
3. Wrong Turn 3: Left For Dead (2009)
4. Wrong Turn 4: Bloody Beginnings (2011)
5. Wrong Turn 5: Bloodlines (2012)
6. Wrong Turn 6: Last Resort (2014)